# Скуби-Ду на Острова на зомбитата
„Скуби-Ду на Острова на зомбитата“ (на английски: Scooby-Doo on Zombie Island) е американски анимационен филм, който е издаден директно на видео от 1998 г. и е базиран на поредицата „Скуби-Ду“, създаден от Джо Руби и Кен Спиърс. Режисьор е Джим Стенстръм, сценарият е на Глен Леополд, и озвучаващия състав се състои от Скот Инес, Били Уест, Мери Кей Бъргман, Франк Уелкър, Би Джей Уорд, Ейдриан Барбо, Тара Стронг и Кам Кларк. Филмът се посвещава на актьора Дон Месик, оригиналния глас на Скуби-Ду, който почина на 24 октомври 1997 г., 11 месеца преди премиерата на филма.
Филмът е издаден на VHS на 22 септември 1998 г., а по-късно се излъчва и по Cartoon Network на 31 октомври.
След две десетилетия, Уорнър Брос Анимейшън разработва продължение със заглавието „Скуби-Ду: Завръщане на острова на зомбитата“, чиято премиера излиза през 2019 г.

## Актьорски състав
- Скот Инес – Скуби-Ду
- Били Уест – Шаги Роджърс
- Мери Кей Бъргман – Дафни Блейк
- Франк Уелкър – Фред Джоунс
- Би Джей Уорд – Велма Динкли
- Ейдриан Барбо – Симоне Ленойр
- Тара Стронг – Лена Дюпри
- Кам Кларк – Детектив Бо Невил
- Джим Къмингс – Жак
- Марк Хамил – Скръгс
- Дженифър Лий Уорън – Крис
- Ед Гилбърт – господин Бийман

## В България
В България филмът е излъчен за първи път по Диема Фемили през 2009 г., преведен като „Скуби-Ду: Островът на зомбитата“.
През 2012 г. се излъчва и по Картун Нетуърк като част от „Картун Нетуърк кино“, преведен като „Скуби-Ду: Зомби остров“.

### Дублажи
Войсоувър дублаж
| Озвучаващи артисти  | Ани Василева Лиза Шопова Яница Митева Николай Николов Димитър Иванчев Симеон Владов |
| Преводач            | Йорданка Василева                                                                   |
| Тонрежисьор         | Димитър Кукушев                                                                     |
| Режисьор на дублажа | Димитър Кръстев                                                                     |

Нахсинхронен дублаж
| Роля     | Изпълнител     |
| -------- | -------------- |
| Скуби-Ду | Георги Спасов  |
| Шаги     | Георги Стоянов |
| Фред     | Кирил Бояджиев |
| Дафни    | Златина Тасева |
| Велма    | Татяна Етимова |

| Обработка              | Александра Аудио |
| ---------------------- | ---------------- |
| Изпълнителен продуцент | Васил Новаков    |
| Преводач               | Силвия Вълкова   |
| Режисьор на дублажа    | Василка Сугарева |